# Sinéad O'Connor
Shuhada' Sadaqat (prije Sinéad Marie Bernadette O'Connor (ʃɪˈneɪd oʊˈkɒnɚ)) (Dublin, 8. prosinca 1966. – London, 26. srpnja 2023.) bila je irska kantautorica, dobitnica nagrade Grammy. Postala je svjetski poznata 1990. godine obradom Princeove pjesme "Nothing Compares 2 U".
O'Connor je bila i politička aktivistica, a njezini stavovi o religiji, ženskim pravima, ratu i zlostavljanju djece često izazivaju kontroverze u Irskoj i svijetu. Posebice su poznati njezini javni istupi protiv Vatikana, kao kada je 1992. u emisiji Saturday Night Live poderala fotografiju Ivana Pavla II. ili 2009. osudila Benedikta XVI. zbog Crkvina zataškavanja slučajeva seksualnog zlostavljanja djece koje su počinili katolički svećenici. Često je u javnosti istupala o svojoj spiritualnosti, aktivizmu, sociopolitičkim pogledima, kao i svojim traumama i mentalnom zdravlju. 
Godine 2017. O'Connor mijenja ime u Magda Davitt, a po prelasku na muslimansku vjeru 2018. godine ime mijenja u Shuhada' Sadaqat, no nastavljala nastupati pod rodnim imenom.
Tijekom karijere surađivala je s mnogim glazbenicima te sudjelovala na brojnim dobrotvornim koncertima. Prihode od posljednjega singla, obrade pjesme Mahalie Jackson Trouble of the World  darovala je pokretu Black Lives Matter.

## Životopis
O'Connor je rođena 8. prosinca 1966. u Dublinu. Jedno je od petero djece Jacka i Marie O'Connor. Njezin brat Joseph O'Connor danas je ugledni romanopisac. Jack i Marie, koji su vrlo rano ušli u brak, vodili su problematičnu vezu, što je rezultiralo prekidom kad je O'Connor imala samo 8 godina. Troje starije djece otišlo je živjeti s majkom, gdje su, kako O'Connor tvrdi, bili podvrgnuti fizičkom zlostavljanju. Zlostavljanje potvrđuje i njezin brat. 
Godine 1979. O'Connor je napustila majku i otišla živjeti s ocem i njegovom novom suprugom.
Od 15. godine školovala se u Grianán Training Centre koji su vodile Sestre milosrdnice. O'Connor je tu na neki način i napredovala, pogotovo u pisanju i glazbi, ali se često bunila protiv nametnutog konformizma.
Jedna od volonterki u Griananu bila je sestra Paula Byrnea, bubnjara u glazbenom sastavu In Tua Nua. Čula je O'Connor kako pjeva "Evergreen" Barbre Streisand te je odmah prepoznala njezin talent. O'Connor je sa sastavom snimila pjesmu "Take My Hand", ali su članovi sastava smatrali da je ipak premlada da bi im se priključila (tada je imala samo 15 godina).
Godine 1983. otac ju je poslao na školovanje u Waterford (Newtown School) gdje je O'Connor razvijala svoj talent uz pomoć i podršku nastavnika irskog jezika, Josepha Falveyja. Snimila je četiri demopjesme, među kojima su dvije koje je sama napisala. Te će se pjesme kasnije pojaviti na njezinu prvom albumu.
Prvi album prodan je u 2,5 milijuna primjeraka, a drugi, koji ju je globalno proslavio, u 7 milijuna. Singl ''Nothing Compares 2 U" s toga albuma Billboard Music Awards proglasio je svjetskim singlom godine 1990.

## Smrt
Dana 26. srpnja 2023. O'Connor je pronađena mrtva u svom stanu u Herne Hillu, u južnom Londonu, u dobi od 56 godina. Njezina obitelj objavila je priopćenje kasnije istog dana, ne navodeći uzrok smrti. Metropolitanska policija izvijestila je da se njezina smrt ne smatra sumnjivom.

## Diskografija
Do danas je O'Connor izdala 10 samostalnih studijskih albuma:
- 1987.: The Lion and the Cobra
- 1990.: I Do Not Want What I Haven't Got
- 1992.: Am I Not Your Girl?
- 1994.: Universal Mother
- 2000.: Faith and Courage
- 2002.: Sean-Nós Nua
- 2005.: Throw Down Your Arms
- 2007.: Theology
- 2012.: How About I Be Me (and You Be You)?
- 2014.: I'm Not Bossy, I'm the Boss

## Vanjske poveznice
- Službena stranica  Arhivirana inačica izvorne stranice od 7. studenoga 2006. (Wayback Machine) (engl.)
- Intervju sa Sinead O'Connor 2007. - ilikemusic.com